# Rádio Universo
Rádio Universo é uma emissora de rádio brasileira concessionada em São Bernardo do Campo, porém sediada em São Paulo, respectivamente cidade e capital do estado brasileiro homônimo. Opera no dial AM, na frequência 1300 kHz, além das faixas atualmente desativadas de ondas curtas compradas da Rádio Globo São Paulo, e é uma emissora própria e geradora da Rádio Deus é Amor. Seus estúdios ficam localizados no Templo da Glória de Deus, no Glicério, e seus transmissores estão localizados no Jardim Nova Vitória, distrito de Iguatemi.  

## História

### Rádio Independência (1957-1970)
Às 11 horas da manhã do dia 26 de maio de 1957, o locutor José Rosa, da Rádio Nacional, de São Paulo, especialmente convidado, apresenta o primeiro programa da Rádio Independência, a primeira rádio de São Bernardo e a terceira do ABC, a ZYW 5, operando na frequência de 1530 kHz AM, dirigida pelo fundador e superintendente Milton Guidetti, cujos estúdios localizavam-se na Rua Marechal Deodoro nº 1359, alugado junto à Sociedade Ítalo-Brasileira, onde possuía um auditório para 359 pessoas.
Seus primeiros programas foram A Voz da Itália e o noticioso Grande Informativo W-5.  A grande revelaçao da emissora foi o locutor Rolando Marques, considerado "a voz de ouro do Grande ABC." Em 21 de julho de 1960, a Rádio Independência é vendida às Emissoras Coligadas, do empresário Ulisses Ferreira Junior. Sete anos depois, em outubro de 1967, é novamente vendida para Nelson Arruda, em sociedade com Paulo César.

### Rádio Diário do Grande ABC AM (1970-1993)
Em 1970, o periódico Diário do Grande ABC adquiriu a emissora e a renomeou para Rádio Diário do Grande ABC, depois simplesmente Rádio Diário ou Diário AM, e mais tarde Rádio Nova Diário - AM 1300. No dia 11 de janeiro do mesmo ano, a Rádio Diário iniciou sua programação experimental. Um anúncio de página inteira, publicado pelo jornal, tornou público o início do mais novo projeto radiofônico da região. Uma semana depois, a emissora deu início à sua programação permanente.Mais tarde foi erguida uma torre de 42 metros de altura no Jardim Antares, ao lado da Via Anchieta. Em 1976 a Diário iniciou uma programação dia e noite, 24 horas no ar ininterruptamente.
No dia 23 de novembro de 1983, a emissora mudou sua frequência para 1300 kHz., com potência de 10 kW. Ao meio-dia, o locutor Rolando Marques lia o editorial escrito por Fausto Polesi, diretor de redação do jornal: “Pelas ondas da nova Rádio Diário, falaremos para o Grande ABC, mas também para a Grande São Paulo e cidades do Interior. Para tanto, foi elaborada programação bastante variada e dinâmica, acompanhando o espírito da época que estamos atravessando.”Além de Rolando, outros profissoinais se destacaram, como Roberto Muller, que chegou a transmitir futebol na década de 1980.

### Rádio Universo (1993-presente)
A emissora permaneceu sob a direção do jornal até 1993, quando foi vendida para o pastor David Martins Miranda, lider da Igreja Pentecostal Deus é Amor, passando a se chamar Rádio Universo e seus estúdios foram transferidos para a sede da igreja em São Paulo.
Seus transmissores foram transferidos do ABC paulista para a Rua Anecy Rocha, no Jardim Nova Vitória, extremo leste de São Paulo. Sua potência aumentou para 100 mil watts,  somando-se ainda as faixas de ondas curtas da Rádio Globo, adquiridas por David Miranda em 2008, também instaladas neste mesmo endereço e desde 2018 estão fora do ar.